# Pyardili
Pyardili är en ort i Azerbajdzjan.   Den ligger i distriktet Cəlilabad Rayonu, i den södra delen av landet, 190 km sydväst om huvudstaden Baku. Pyardili ligger 300 meter över havet och antalet invånare är 992.
Terrängen runt Pyardili är lite kuperad. Närmaste större samhälle är Dzhalilabad, 17,9 km öster om Pyardili.
Trakten runt Pyardili består till största delen av jordbruksmark. Runt Pyardili är det ganska tätbefolkat, med 104 invånare per kvadratkilometer.